# Ишу
Ишу (порт. Ichu) — муниципалитет в Бразилии, входит в штат Баия. Составная часть мезорегиона Северо-восток штата Баия. Входит в экономико-статистический микрорегион Серринья. Население составляет 3403 человека на 2006 год. Занимает площадь 127,965 км². Плотность населения — 26,6 чел./км².

## Статистика
- Валовой внутренний продукт на 2003 год составляет 14 495 271,00 реалов (данные: Бразильский институт географии и статистики).
- Валовой внутренний продукт на душу населения на 2003 год составляет 3287,66 реалов (данные: Бразильский институт географии и статистики).
- Индекс развития человеческого потенциала на 2000 год составляет 0,675 (данные: Программа развития ООН).